# حسن راغب
حسن راغب (1 يناير 1909 - تاريخ الوفاة 1973) لاعب كرة قدم مصري راحل كان يجيد اللعب في خط الدفاع.
لعب طوال مسيرته الرياضية في نادي الاتحاد، والنادى الأوليمبى بالأسكندرية .
شارك مع منتخب مصر في بطولة كأس العالم 1934 في إيطاليا حيث خرج من الدور الثمن النهائي.

## وصلات خارجية
- حسن راغب على موقع الاتحاد الدولي (مؤرشف)  (الإنجليزية)
- حسن راغب على موقع قاعدة بيانات كرة القدم.إي يو (الإنجليزية)
- حسن راغب على موقع ناشيونال فوتبول تيمز (الإنجليزية)
- حسن راغب على موقع Soccerway.com (الإنجليزية)
- حسن راغب على موقع عالم كرة القدم.نت (الإنجليزية)

- هذا سيرة ذاتية